# آلان کارلسون
آلان کارلسون (سوئدی: Allan Carlsson; ۸ نوامبر ۱۹۱۰ – ۱۷ نوامبر ۱۹۸۳) بوکسور اهل سوئد بود.
وی در مسابقات کشوری و بین‌المللی در مجموع برندهٔ ۱ مدال برنز شده‌است.